# 三家分晋
三家分晋（さんけぶんしん）または三晋の独立（さんしんのどくりつ）は、晋から趙・魏・韓（三晋）が独立した事件。

## 公室の衰退
晋は文公重耳の治世において大きく発展し、城濮の戦いで楚を破り覇者となっていたが、邲の戦いで楚に敗れたことで内紛が起こり、晋への公室支族の影響力が低下した。その結果、臣下にあたる大夫らの影響力が増した。
そこで厲公は有力大夫でない胥氏を重用し、鄢陵の戦いで楚から覇権を取り戻し、讒言により伯宗を殺させて専横を極め他国から賄賂を受け取っていた郤氏を殲滅したが、それに脅威を抱いた欒書や中行偃により暗殺された。その後、悼公が擁立され、大夫の権力は一層増した。
更に晋公室系の祁氏・羊舌氏・欒氏・先氏などが滅び、韓起の死後に政権を握った魏舒がこれを分割、范氏・智氏・中行氏・趙氏・魏氏・韓氏ら有力大夫（晋の六卿）がそれぞれ県大夫の任について領有し、六卿の地位を世襲したことで、六卿の権力は更に強まった。

## 六卿の淘汰
范氏・中行氏が智氏・趙氏・魏氏・韓氏と対立するようになり、最も有力であった趙氏が3氏と結び、范氏・中行氏を滅ぼした。この旧領については殆どが晋公室のものとなったが、残った4氏はこれを分割しようとし、出公が斉・魯に止めるよう求めるも、出公が攻められ亡命中に亡くなった。またこの戦いにより智氏が最も有力となった。
智氏は次に趙氏を攻めようと魏氏・韓氏と結んだ。しかし趙無恤は、趙氏が滅べば次は魏氏・韓氏の番であると説得し、3氏が連合して智氏を滅ぼした。

## 三晋の独立

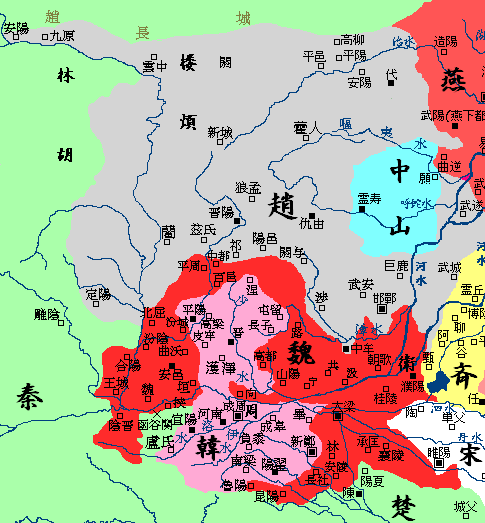
三晋による分割

晋陽の戦い後、紀元前434年に哀公が死に、3氏は晋領を分割し、晋は曲沃・絳などの小国となった。その後、紀元前403年に周の威烈王により3氏は正式に諸侯となった。そして紀元前349年に、晋の僅かな領土も趙・韓の連合軍が分割、静公は庶民となって、晋は完全に滅亡した。
これについて、『資治通鑑』などは春秋時代と戦国時代の分かれ目としているが、三家分晋がいつをもって行われたとするかには諸説ある。